# Dương Trọng Bái
Dương Trọng Bái (29 tháng 8 năm 1924 – 18 tháng 3 năm 2011) là nhà giáo Việt Nam, nhà khoa học vật lý, Anh hùng Lao động.

## Gia thế
Ông sinh ngày 29 tháng 8 năm 1924 tại Hà Nội. Ông là con trai giáo sư Dương Quảng Hàm (hiệu trưởng đầu tiên của trường Chu Văn An, tức trường Bưởi cũ, được bổ nhiệm ngay sau Cách mạng tháng 8 năm 1945, là liệt sĩ hy sinh trong những ngày đầu của toàn quốc kháng chiến), là người ở xóm Hà, làng Phú Thị, xã Mễ Sở, huyện Văn Giang, tỉnh Hưng Yên.
Ông là chắt của Đốc học Hà Nội Dương Duy Thanh và là cháu nội của Dương Trọng Phổ (con là Dương Bá Trạc) đều tham gia phong trào Đông Kinh nghĩa thục và cả hai đều bị bắt đi đày Côn Đảo.
Trong tám anh chị em của ông có ba người đã được phong chức danh Giáo sư là Dương Trọng Bái, Dương Thị Thoa (Lê Thi) nguyên Viện trưởng Viện Triết học và viện trưởng Viện Nghiên cứu về giới, Dương Thị Cương nguyên viện trưởng Viện Chăm sóc bảo vệ trẻ em.

## Quá trình công tác trong ngành giáo dục
Năm 1948, Dương Trọng Bái tình nguyện cùng một số cán bộ đầu tiên đi dạy học ở trường Trung học Kháng chiến Đào Dã (1948–1954).
Từ 1955 đến 1966, ông là là cán bộ giảng dạy, Chủ nhiệm khoa Vật lý của Trường Đại học Sư phạm Hà Nội.
Năm 1957, ông thực tập khoa học tại Viện Nguyên tử Đupna (Liên Xô).
Nhà giáo Dương Trọng Bái đã xây dựng hệ thống thuật ngữ tiếng Việt môn Vật lý (1963), chủ động nghiên cứu và xây dựng thành công bảng đơn vị đo lường hợp pháp đầu tiên của nước Việt Nam Dân chủ Cộng hòa (1964) và nhiều công trình khoa học khác.
Từ 1966 đến 1975, ông là một trong những cán bộ lãnh đạo đầu tiên xây dựng trường Đại học Sư phạm Việt Bắc, đảm đương cương vị phó hiệu trưởng, rồi làm hiệu trưởng trường này.
Từ năm 1976 đến 1980, ông là hiệu trưởng trường Đại học Sư phạm Hà Nội. Năm 1980, ông được Nhà nước phong hàm Giáo sư Vật lý học.
Từ năm 1981, Giáo sư Dương Trọng Bái chủ trì việc thi học sinh giỏi quốc gia môn vật lý, tuyển chọn và bồi dưỡng đội tuyển đi thi quốc tế, 8 lần dẫn đầu đoàn đi thi.
Từ năm 1992 đến nay, đảm nhiệm vị trí Chủ tịch hội đồng bộ môn Vật lý phổ thông của Bộ Giáo dục và Đào tạo, ông đã cùng các đồng nghiệp xây dựng chương trình môn Vật lý của phổ thông trung học cải cách, phổ thông trung học chuyên ban, đồng thời là chủ biên và tham gia biên soạn nhiều cuốn sách chuyên Vật lý.

## Khen thưởng
Giáo sư được Nhà nước tặng nhiều phần thưởng: Huân chương Lao động hạng Nhất, Huân chương Kháng chiến chống Mỹ hạng nhất, Danh hiệu Nhà giáo Nhân dân, Danh hiệu Anh hùng lao động (2000).